# Hansa-Brandenburg B.I
O Hansa-Brandenburg B.I foi um avião de treinamento biplano e de reconhecimento militar desarmado da Primeira Guerra Mundial, voado pela Força Aérea do Império Austro-Húngaro Os primeiros modelos foram designados internamente pela Hansa-Brandenburg como tipo D, enquanto que modelos posteriores equipados com um motor mais potente foram designados FD. Esta aeronave foi um dos primeiros projetos de Ernst Heinkel, que estava trabalhando para a Hansa-Brandenburg na época. Era um biplano inteiramente convencional de duas baias com asas de envergaduras diferentes. O piloto e o observador sentavam em tandem em uma grande e aberta cabine de pilotagem. 
A aeronave também foi produzida sob licença pela Aero, tanto durante e após a guerra (quando se tornou conhecida por Aero Ae 01), e  também pela Letov, como Š-10. A experiência obtida com este projeto iria fomentar à Aero com a base para um grande número de projetos derivados, ambos civis e militares, durante a década de 1920
O projeto formou a base também para os modelos armados C.I e C.II.

## Variantes
ambas as variantes compartilharam a designação militar B.I
- D - versão inicial com o motor Benz Bz.II
- FD - versão posterior com o motor Benz Bz.III

## Operadores
Áustria-Hungria
- Força Aérea do Império Austro-Húngaro
- Marinha Austro-Húngara

 Polónia
- Força Aérea Polaca (pós-guerra, 15 aeronaves[1])

 Checoslováquia
- Força Aérea Checoslovaca (pós-guerra)

 Reino da Hungria
- Força Aérea da Hungria

 Reino da Iugoslávia
- Real Força Aérea Jugoslava (pós-guerra)
- Letalski center Maribor (pós-guerra)